# Остров Де-Ливрона
Остров Де-Ливрона — остров в заливе Петра Великого Японского моря, один из островов архипелага Римского-Корсакова. Расположен в 63 км к юго-западу от Владивостока и к 19 км к югу от Славянки. Административно относится к Хасанскому району Приморского края. Является частью Дальневосточного  морского заповедника (ДВГМЗ).
Постоянное население на острове отсутствует, в летне-осенний период остров изредка посещается туристами и отдыхающими (без выхода на берег).

## История
Остров впервые был обнаружен в 1851 году французскими китобоями, и в 1852 году описан моряками французского брига «Каприз». Русскими впервые был обследован и описан в 1854 году экипажами фрегата «Паллада» и шхуны «Восток». Подробно исследован и нанесён на морскую карту в 1863 году экспедицией подполковника корпуса флотских штурманов В. М. Бабкина с борта корвета «Калевала». Тогда же назван им по фамилии офицера корвета А. К. Де-Ливрона.

## География
Протяжённость острова Де-Ливрона с юго-запада на северо-восток составляет около 1160 м, наибольшая ширина — 450 м. Максимальная высота над уровнем моря 58,5 м. Поверхность острова в основном плоская, поросла травой, кустарником и лиственным лесом. Восточный и южный берега острова высокие, скалистые, обрывистые, красноватого цвета. У береговых обрывов лежат груды камней. Западный и северный берега острова менее обрывисты и скалисты, чем южный. Западный берег окаймлен галечным пляжем. К юго-востоку от острова лежит одноимённая каменистая банка глубиной 4,6 м..